# Péter Szényi
Péter Szényi (Budapest, 18 de marzo de 1987) es un deportista húngaro que compite en esgrima, especialista en la modalidad de espada.
Ganó dos medallas en el Campeonato Mundial de Esgrima, oro en 2013 y plata en 2011, y dos medallas de plata en el Campeonato Europeo de Esgrima, en los años 2012 y 2013.

## Palmarés internacional
| Campeonato Mundial | Campeonato Mundial | Campeonato Mundial | Campeonato Mundial |
| Año                | Lugar              | Medalla            | Prueba             |
| ------------------ | ------------------ | ------------------ | ------------------ |
| 2011               | Catania (Italia)   | Medalla de plata   | Espada por equipos |
| 2013               | Budapest (Hungría) | Medalla de oro     | Espada por equipos |
| Campeonato Europeo |                    |                    |                    |
| Año                | Lugar              | Medalla            | Prueba             |
| 2012               | Legnano (Italia)   | Medalla de plata   | Espada por equipos |
| 2013               | Zagreb (Croacia)   | Medalla de plata   | Espada por equipos |